# Litle Lundøy
Litle Lundøy est une île norvégienne dans le comté de Hordaland. Elle appartient administrativement à Austevoll.

## Géographie
Rocheuse et couverte d'une légère végétation et de quelques arbres, elle s'étend sur environ 2,1 km de longueur pour une largeur approximative de 854 m. Elle contient une quinzaine de maisons, un petit port et une piste aménagée.